# Fronteira

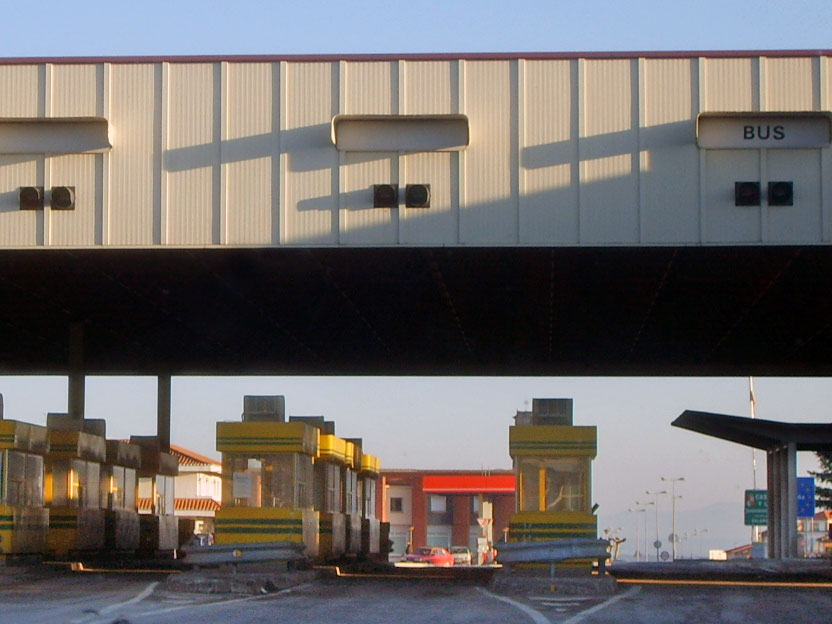
Fronteira entre Portugal e Espanha, em Vilar Formoso-Fontes de Onor.

Fronteiras são espaços definidos a partir de características: elas podem ser geográficas, impostas por características físicas, como oceanos, rios, montanhas, entre outros. Também pode ser definida por entidades políticas, como governos, estados soberanos, estados federados e outras entidades subnacionais. As fronteiras políticas podem ser estabelecidas por meio de guerra, colonização ou acordos mútuos entre as entidades políticas que residem nessas áreas; e a criação desses acordos é chamada de delimitação de fronteiras. As fronteiras também podem ser definidas em termos culturais, onde se busca preservar determinadas práticas e modos de vida de determinados grupos.   
Algumas fronteiras – como as fronteiras administrativas internas da maioria dos estados ou as fronteiras interestaduais dentro do Espaço Schengen – estão abertas e completamente desprotegidas. A maioria das fronteiras políticas externas é parcial ou totalmente controlada e só pode ser atravessada legalmente em postos de controle fronteiriços designados; zonas fronteiriças adjacentes também podem ser controladas.

Atualmente, muitas fronteiras caracterizam-se por um elevado grau de vigilância e pela sua submissão à lógica da segurança. Sobretudo nas últimas décadas, as fronteiras não só proliferaram, como também foram fortificadas numa tentativa de conter o fluxo migratório de pessoas, atividades como contrabando, algo que, enquanto tal, não faz intrinsecamente parte do seu significado primário, que não é outro senão uma simples demarcação territorial, ou seja, uma linha de demarcação entre comunidades políticas. Fronteira e muro não são simplesmente dois termos intercambiáveis. 

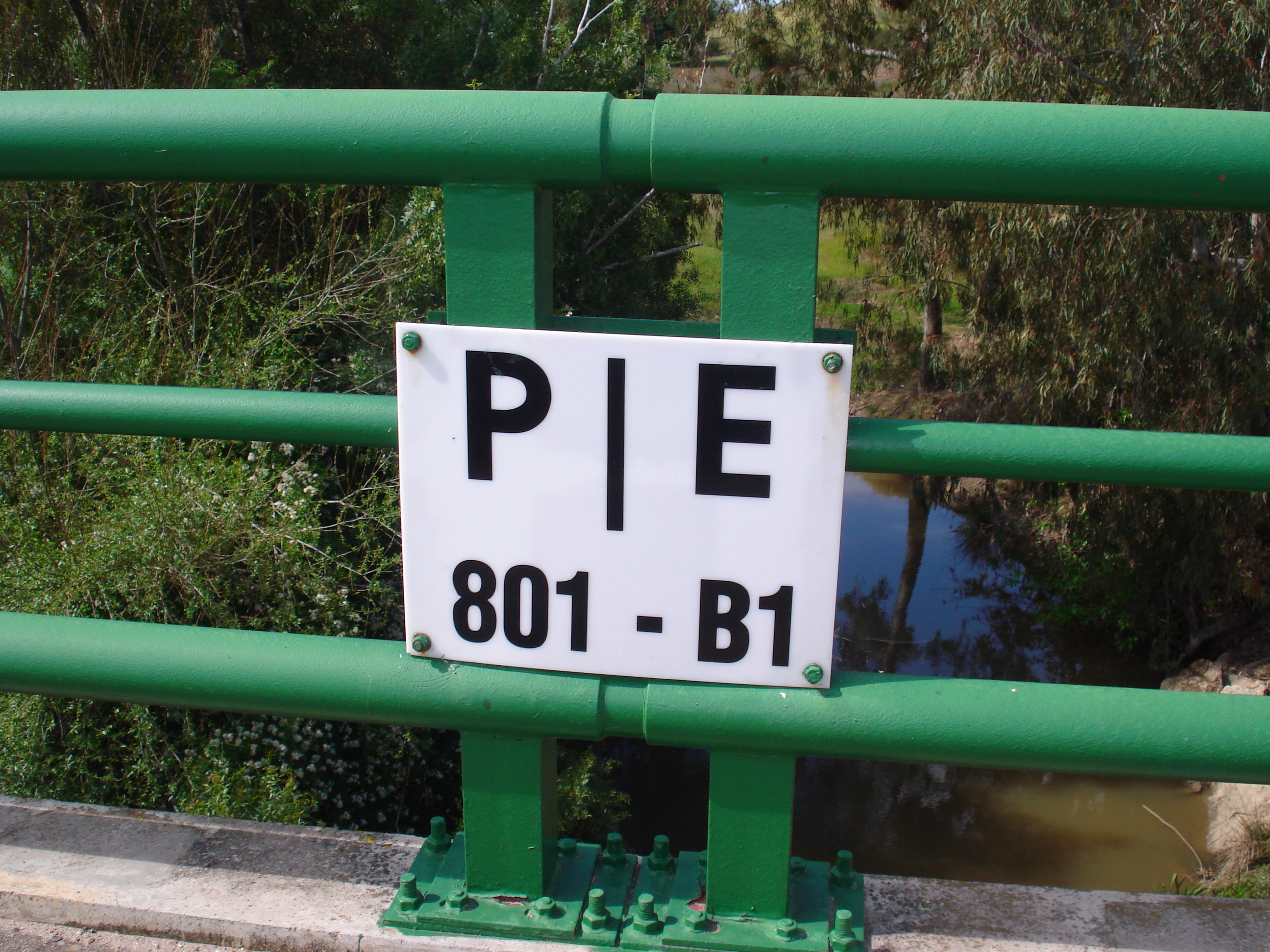
Fronteira entre Portugal e Espanha, perto de Badajoz.

Uma zona-tampão podem ser configurada na fronteira entre entidades beligerantes para diminuir o risco de conflito, sobretudo bélico. 

## Outras imagens

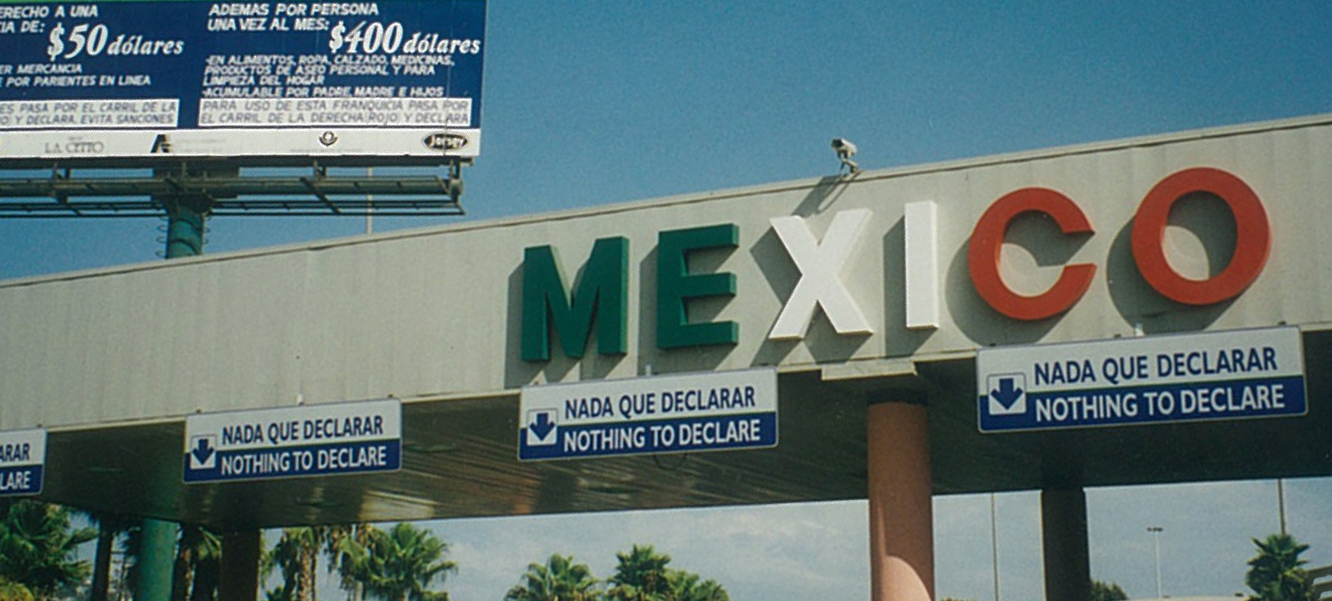
A fronteira EUA-México: San Diego-Tijuana
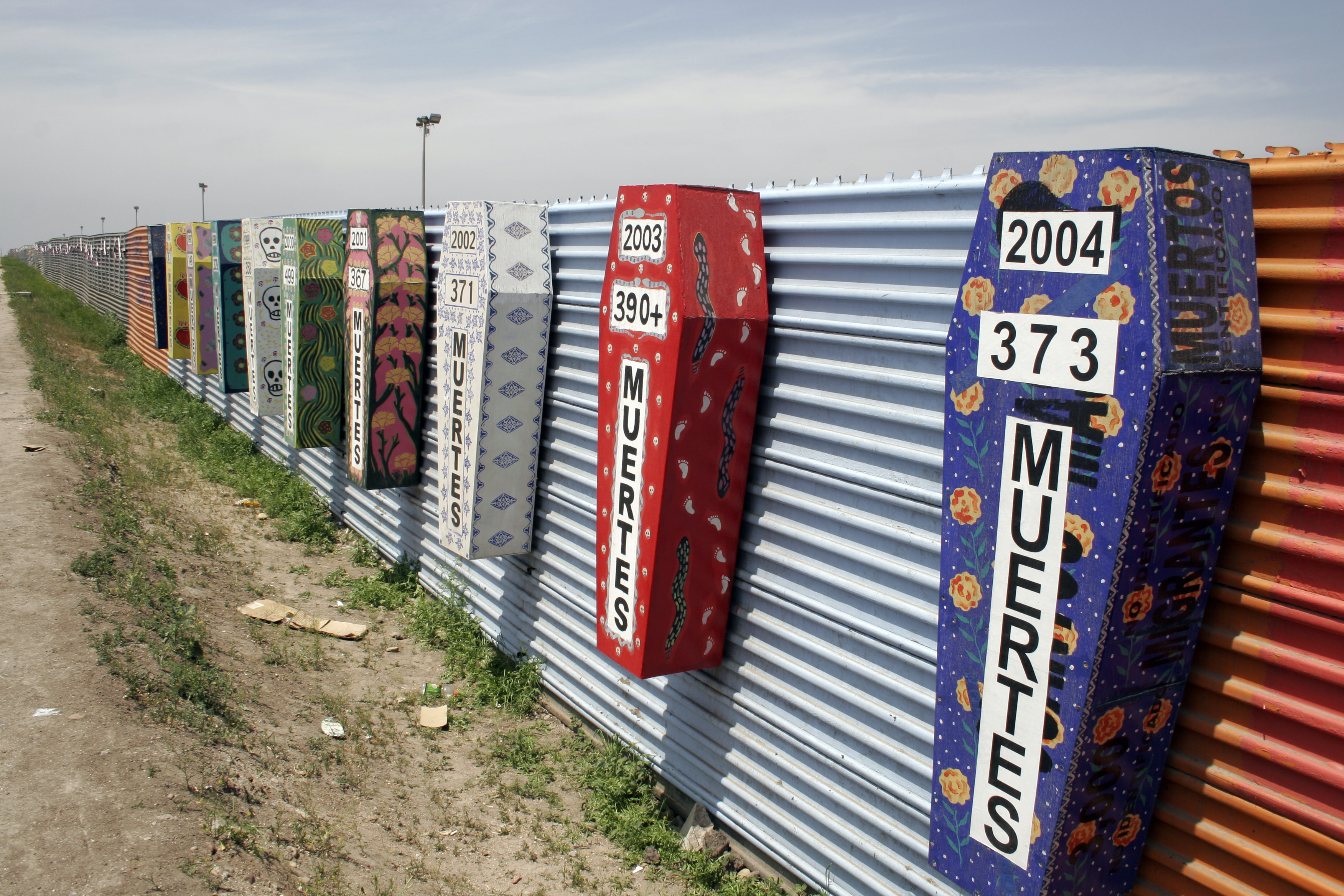
Outra imagem da fronteira entre Tijuana (México) e San Diego (EUA)
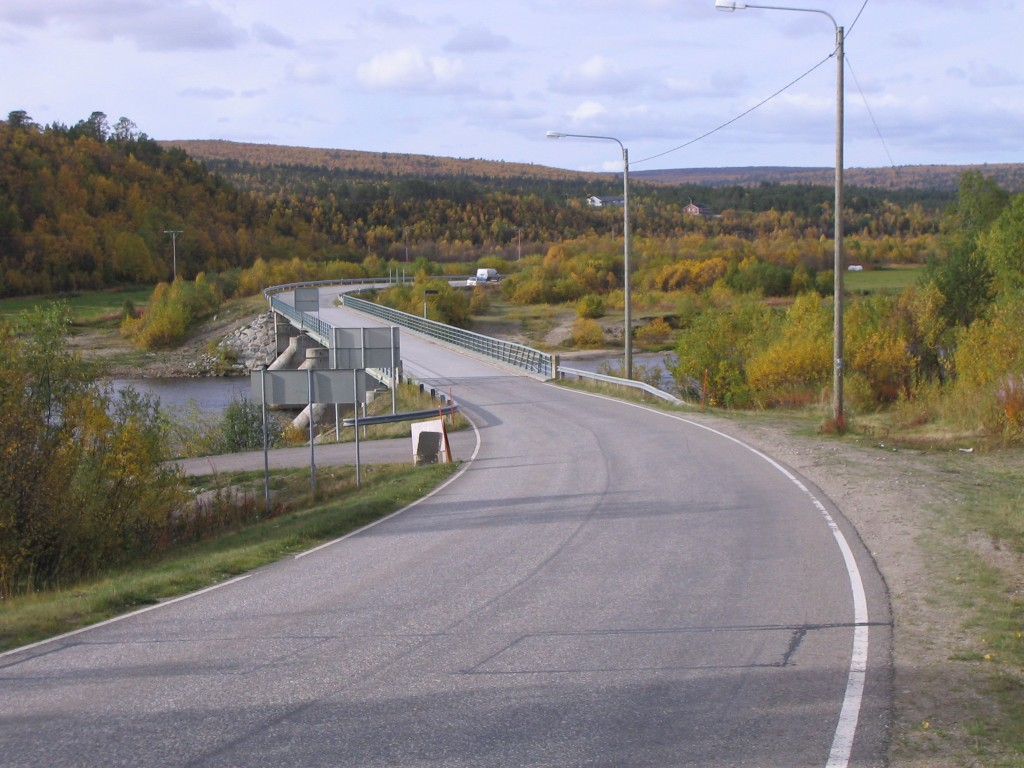
Ponte sobre o rio Inari em Karigasniemi, fronteira Finlândia-Noruega
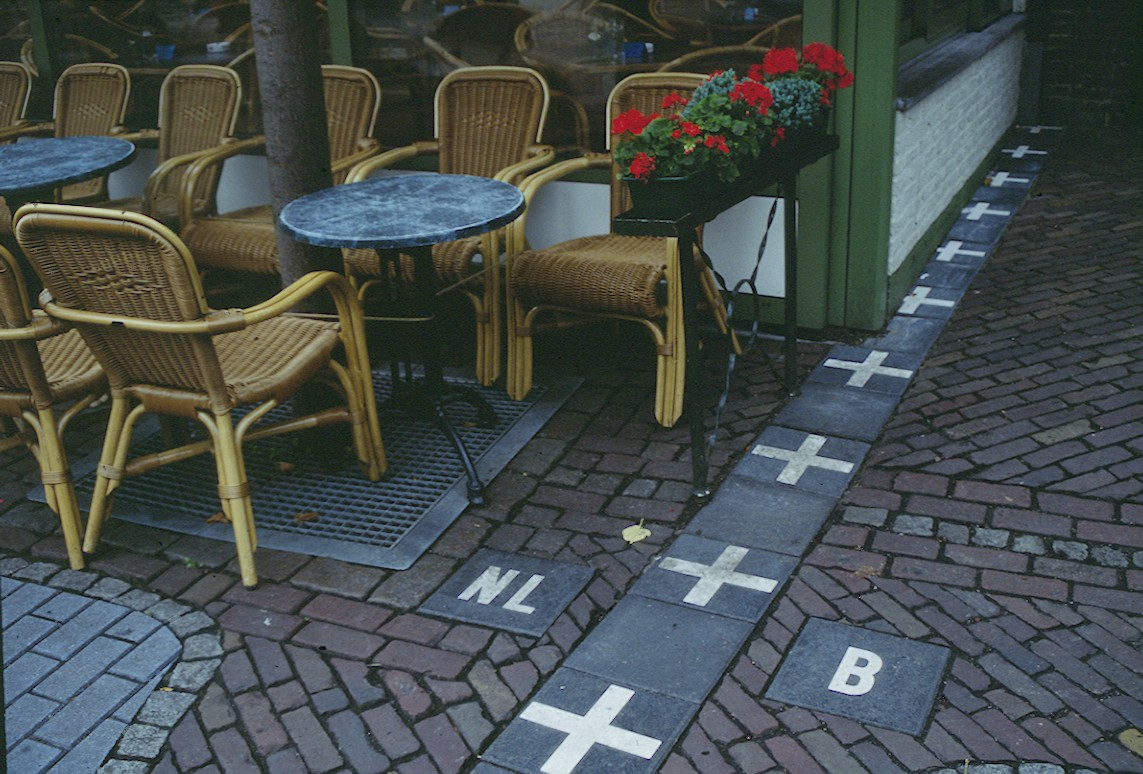
Fronteira Bélgica-Países Baixos, em Baarle-Nassau.
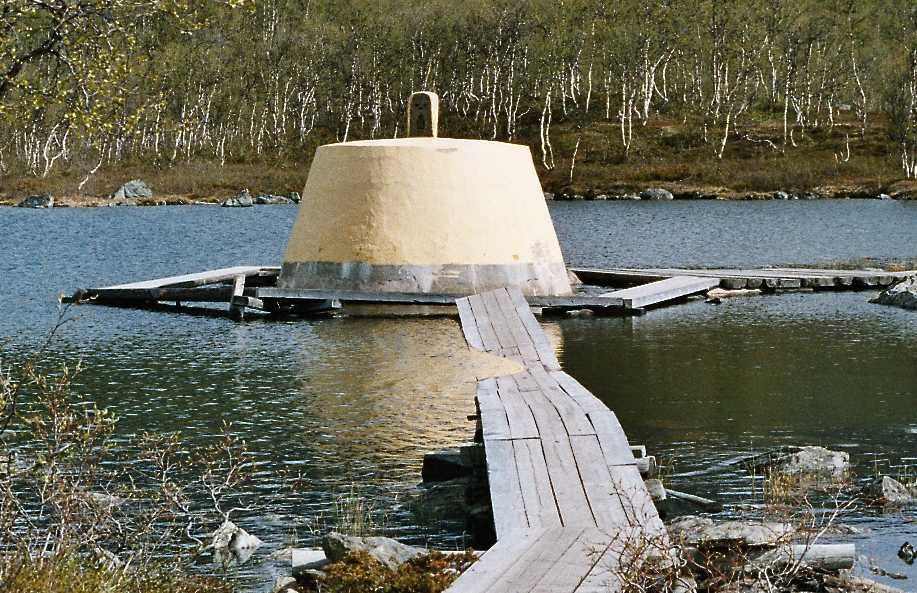
Treriksröset, tríplice fronteira entre Suécia, Noruega e Finlândia
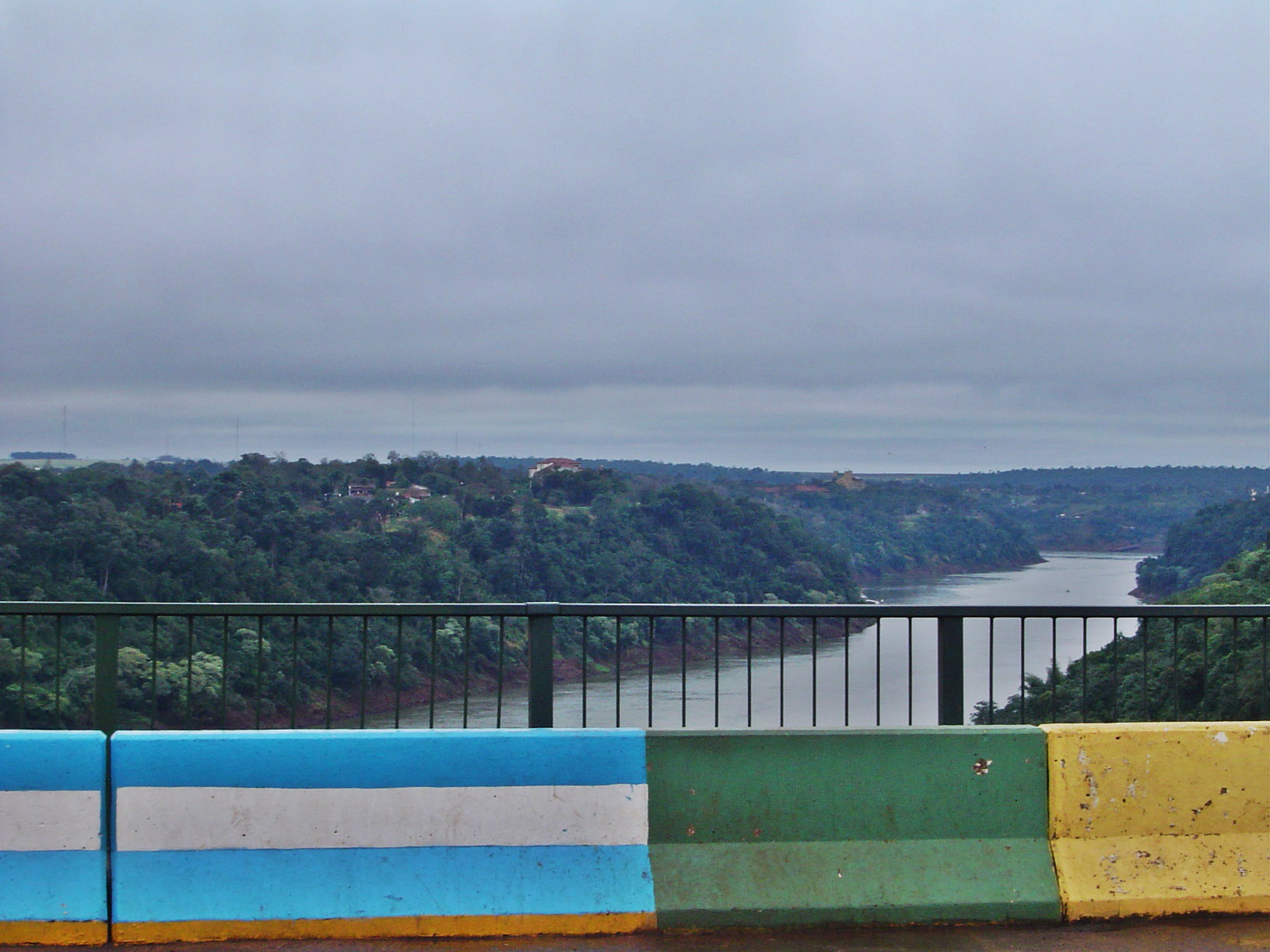
Fronteira Argentina-Brasil em Puerto Iguazú (Argentina) e Foz do Iguaçu (Brasil)